# Vuelta a Colombia 1992
La 42.ª edición de la Vuelta a Colombia (patrocinada como: Vuelta a Colombia Colmena) tuvo lugar entre el 31 de marzo y el 12 de abril de 1992. El boyacense Fabio Enrique Parra del equipo Seguros Amaya se coronó por segunda vez como campeón de la Vuelta con un tiempo de 48 h, 36 min y 55 s.

## Equipos participantes
| Equipo                              | Categoría   |
| ----------------------------------- | ----------- |
| Agua Natural Glacial                | Aficionado  |
| Cadafe (Venezuela)                  | Aficionado  |
| Coors Light (Estados Unidos)        | Profesional |
| Gaseosas Glacial                    | Profesional |
| Kelme (España)                      | Profesional |
| Lotería de Boyacá-Aguardiente Líder | Aficionado  |
| Manzana Postobón Aficionado         | Aficionado  |
| Manzana Postobón Profesional        | Profesional |
| Pinturas Rust Oleum                 | Aficionado  |
| Pony Malta-Avianca                  | Aficionado  |
| Seguros Amaya (España)              | Profesional |

## Etapas
| Etapa      | Fecha       | Recorrido                        | Distancia (km) | Ganador                | Líder                |
| ---------- | ----------- | -------------------------------- | -------------- | ---------------------- | -------------------- |
| Prólogo    | 31 de marzo | Pereira                          | 5,2 (CRI)      | Luis Alberto Herrera   | Luis Alberto Herrera |
| 1.ª etapa  | 1 de abril  | Pereira - Cartago - Palmira      | 196            | Rúber Albeiro Marín    | Luis Alberto Herrera |
| 2.ª etapa  | 2 de abril  | Cali - Popayán                   | 138,4          | Carlos Mario Jaramillo | Luis Alberto Herrera |
| 3.ª etapa  | 3 de abril  | Popayán - Buga                   | 203,1          | Roberto Gaggioli       | Luis Alberto Herrera |
| 4.ª etapa  | 4 de abril  | Buga - Génova                    | 163,5          | Ángel Yesid Camargo    | Luis Alberto Herrera |
| 5.ª etapa  | 5 de abril  | Armenia - La Tebaida - Manizales | 151,2          | José Jaime González    | Juan Carlos Rosero   |
| 6.ª etapa  | 6 de abril  | Manizales - Medellín             | 199,3          | Fabio León Jaramillo   | Édgar Humberto Ruiz  |
| 7.ª etapa  | 7 de abril  | Ríonegro - La Dorada             | 205,8          | Rúber Albeiro Marín    | Édgar Humberto Ruiz  |
| 8.ª etapa  | 8 de abril  | Honda - Ibagué                   | 141            | José Martín Farfán     | Édgar Humberto Ruiz  |
| 9.ª etapa  | 9 de abril  | Ibagué - Bogotá                  | 211            | Jair Bernal            | Édgar Humberto Ruiz  |
| 10.ª etapa | 10 de abril | Cajicá - Duitama                 | 173,1          | José Audelio Ibáñez    | Édgar Humberto Ruiz  |
| 11.ª etapa | 11 de abril | Paipa - Tunja                    | 43 (CRI)       | Fabio Enrique Parra    | Fabio Enrique Parra  |
| 12.ª etapa | 12 de abril | Tunja - Bogotá                   | 144,2          | Roberto Gaggioli       | Fabio Enrique Parra  |

## Clasificaciones finales

### Clasificación general
Los diez primeros en la clasificación general final fueron:
| Clasificación general |                         |                              |                  |
| Ciclista              | Ciclista                | Equipo                       | Tiempo           |
| --------------------- | ----------------------- | ---------------------------- | ---------------- |
| 1.º                   | Fabio Enrique Parra     | Seguros Amaya                | 48 h 36 min 55 s |
| 2.º                   | Luis Espinosa           | Manzana Postobón Profesional | + 50 s           |
| 3.º                   | Luis Alberto González   | Gaseosas Glacial             | + 1 min 17 s     |
| 4.º                   | Carlos Mario Jaramillo  | Manzana Postobón Profesional | + 1 min 36 s     |
| 5.º                   | Juan Carlos Rosero      | Pony Malta-Avianca           | + 1 min 40 s     |
| 6.º                   | Édgar Humberto Ruiz     | Manzana Postobón Aficionado  | + 2 min 27 s     |
| 7.º                   | Augusto Triana González | Kelme                        | + 2 min 34 s     |
| 8.º                   | José Jaime González     | Manzana Postobón Profesional | + 3 min 13 s     |
| 9.º                   | Hernán Patiño García    | Manzana Postobón Aficionado  | + 4 min 26 s     |
| 10.º                  | Fabio León Jaramillo    | Manzana Postobón Profesional | + 4 min 26 s     |

### Clasificación de la montaña
| Clasificación de la montaña |                     |                              |        |
| Ciclista                    | Ciclista            | Equipo                       | Puntos |
| --------------------------- | ------------------- | ---------------------------- | ------ |
| 1.º                         | José Jaime González | Manzana Postobón Profesional | ND     |

### Clasificación de las metas volantes
| Clasificación de las metas volantes |                          |                  |        |
| Ciclista                            | Ciclista                 | Equipo           | Puntos |
| ----------------------------------- | ------------------------ | ---------------- | ------ |
| 1.º                                 | Álvaro Delgado Bohórquez | Gaseosas Glacial | ND     |

### Clasificación de la combinada
| Clasificación de la combinada |               |                              |        |
| Ciclista                      | Ciclista      | Equipo                       | Puntos |
| ----------------------------- | ------------- | ---------------------------- | ------ |
| 1.º                           | Luis Espinosa | Manzana Postobón Profesional | ND     |

### Clasificación de la regularidad
| Clasificación de la regularidad |                     |                              |        |
| Ciclista                        | Ciclista            | Equipo                       | Puntos |
| ------------------------------- | ------------------- | ---------------------------- | ------ |
| 1.º                             | Rúber Albeiro Marín | Manzana Postobón Profesional | ND     |

### Clasificación de los novatos
| Clasificación de los novatos |                       |                             |        |
| Ciclista                     | Ciclista              | Equipo                      | Tiempo |
| ---------------------------- | --------------------- | --------------------------- | ------ |
| 1.º                          | Libardo Niño Corredor | Manzana Postobón Aficionado | ND     |

### Clasificación por equipos
| Clasificación por equipos |                              |        |
| Equipo                    | Equipo                       | Tiempo |
| ------------------------- | ---------------------------- | ------ |
| 1.º                       | Manzana Postobón Profesional | ND     |